# Vicia erzurumica
Vicia erzurumica — вид квіткових рослин з родини бобових (Fabaceae). Ареал охоплює такі країни: Туреччина (північно-східна Анатолія).

## Середовище
Висота проживання: 1900–1950 метри. Він мешкає на кам'янистих схилах у лісі Pinus sylvestris та інших кам'янистих місцях. Основними загрозами є втрата середовища існування, спричинена людиною, та деградація, спричинені сільськогосподарською діяльністю, зокрема заготівлею сіна.